# Tauschwitz (Plauen)
Tauschwitz ist ein Stadtteil von Plauen im Stadtgebiet Ost, der 1903 eingemeindet wurde.

## Geographie
Tauschwitz liegt im Südosten Plauens und grenzt an vier weitere Stadtteile Plauens.
|           | Reusa mit Sorga                             |             |
| Reinsdorf | Kompassrose, die auf Nachbargemeinden zeigt | Großfriesen |
|           | Stöckigt                                    |             |

Die Fläche der Gemarkung besteht zu 80,2 % aus landwirtschaftlicher Nutzfläche und zu 8,6 % aus Wald. Die restliche Fläche sind Straßen, Wohn- und Industrieflächen.

## Geschichte
1328 wird der Ort als Tueswiz erwähnt. Er gehörte bis ins 19. Jahrhundert zum Amt Plauen. Tauschwitz bildete zusammen mit Reusa, Sorga und Kleinfriesen eine Landgemeinde. Die Gemeinde gehörte später zur Amtshauptmannschaft Plauen und wurde 1903 in die Stadt Plauen eingemeindet, kurz bevor diese Großstadt wurde.

### Einwohnerentwicklung
Entwicklung der Einwohnerzahl:
| - 1557: 06 - 1764: 04 - 1834: 40 | - 1871: 41 - 1890: 47 - 1903: 65 | - 2002: 145 |

## Öffentlicher Nahverkehr
Der Ort Tauschwitz selbst wird nicht vom ÖPNV bedient. Am westlichen Rand des Stadtteils befindet sich jedoch die Haltestelle "Waldesruh", die von der TaktBus-Linie 92 des Verkehrsverbunds Vogtland angefahren wird. Diese führt im Zweistundentakt von Plauen nach Oelsnitz, Adorf und Bad Elster.

## Töchter und Söhne von Tauschwitz
- Ernst Stephann (1847–1897), Rittergutsbesitzer, Abgeordneter im Preußischen Abgeordnetenhaus und im Reichstag
- Gerhard Dölz (1926–2007), Keramiker und Maler